# ژول بر مول
ژول بر مول(به انگلیسی: joule per mole)(نماد: J/mol, J·mol-1) یک واحد فرعی SI است که برای بیان انرژی یونش، گرمای نهان تبخیر و گرمای گداخت استفاده می‌شود.